# نيكسون (فرنسا)
نيكسون (بالفرنسية: Nexon, Haute-Vienne)‏ هي إحدى بلديات مقاطعة فيين العليا في منطقة أقطانية الجديدة في غرب وسط فرنسا. محطة نيكسون فيها خطوط سكك حديدية إلى بوردو، بيريجو، بريف لا جيلارد وليموج.